# Президент Словакии
Президе́нт Слова́цкой Респу́блики (словац. Prezident Slovenskej republiky) — глава государства Словакия и главнокомандующий её Вооружёнными силами.
Президент Словакии избирается всеобщим прямым голосованием на пять лет, может избираться на период не более двух последовательных сроков. Должность была установлена 1 января 1993 года.

## Роль и полномочия
Президент Словакии играет ограниченную роль в разработке политики и в основном имеет церемониальный характер. Согласно Конституции, президент является верховным представителем государства как в Словакии, так и за рубежом.
Среди его конституционных полномочий выдвижение и назначение премьер-министра, трёх судей конституционного суда и трёх членов судебного совета. Президент обладает правом вето любого законопроекта или предложения Национального совета, за исключением внесения поправок в конституцию. Это право может быть преодолено, если Национальный совет вернётся к законопроекту и одобрит его большинством в две трети всех членов Совета.
Среди его других полномочий — подписание и обнародование законов, назначение министров по рекомендации премьер-министра и назначение различных других государственных должностных лиц: генералов, профессоров, судей, ректоров, прокуроров и т. д. Президент обладает правами помилования, амнистии и условно-досрочного освобождения (по рекомендации министра юстиции).

## Резиденция

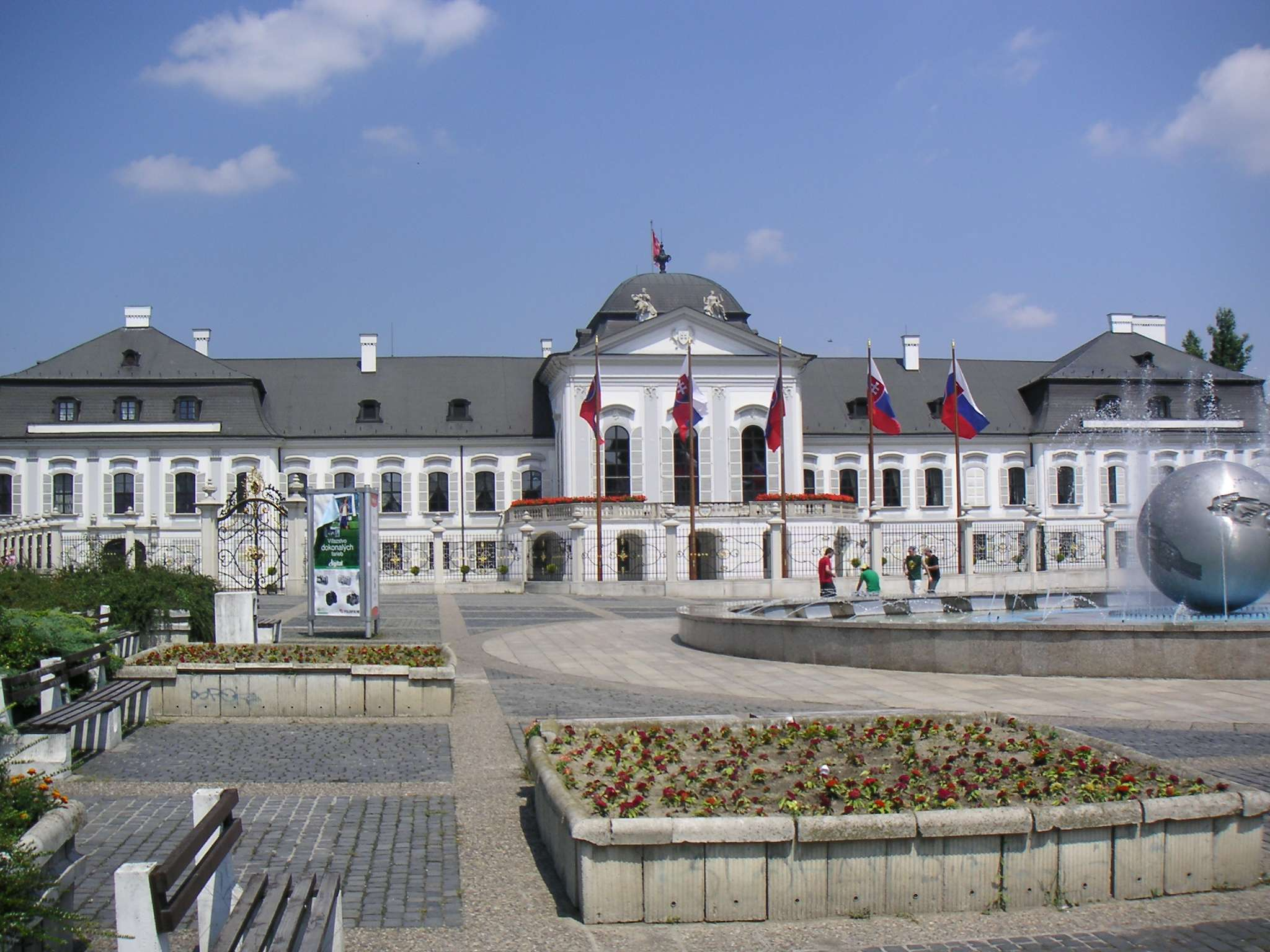
Дворец Грашалковичей в Братиславе, резиденция президента.

Резиденцией президента Словакии является построенный в 1760 году дворец Грашалковичей в Братиславе.

## Штандарт

Штандарт Государственного Президента Словакии Й. Тисо
Штандарт Президента Словакии

## История

### Словацкая Народная Республика (1918)
Словацкая Народная Республика (словац. Slovenská ľudová republika), так же называемая Восточно-Словацкая республика (словац. Východoslovenská republik) — существовавшее в течение непродолжительного периода (с 11 по 29 декабря 1918 года) государство в восточной Словакии, со столицей в городе Кошице. Оно было провозглашено Виктором Дворчаком, главой Восточно-Словацкого национального совета (созданного в ноябре 1918 года) в соответствии с разработанной им теорией о «словянцах» (словац. slovjaci), предположительно отдельного народа, проживающего в Восточной Словакии. Ставший президентом парламента этого государства В. Дворчак ориентировался на целостность исторической Венгрии. Это государство перестало существовать после прибытия чехословацкой армии.
| № | Президент Восточно-Словацкого национального совета | Президент Восточно-Словацкого национального совета                     | Начало полномочий | Окончание полномочий | Партия      |
| - | -------------------------------------------------- | ---------------------------------------------------------------------- | ----------------- | -------------------- | ----------- |
| - |                                                    | Виктор Дворчак (1878—1943) словац. Viktor Dvorčák венг. Dvorcsák Győző | 11 декабря 1918   | 29 декабря 1918      | независимый |

### Словацкая Советская Республика (1919)
Словацкая Советская Республика (словац. Slovenská republika rád, венг. Szlovák Tanácsköztársaság) — существовавшее в течение непродолжительного периода (с 16 июня по 7 июля 1919 года) государство в южной и восточной Словакии, со столицей в городе Прешов. Оно было провозглашено как часть Венгерской Социалистической Федеративной Советской Республики после занятия этой территории частями Красной гвардии (вооруженных сил Венгерской Советской Республики). После нанесённого Красной гвардии поражения войсками Румынии, армия Чехословакии заняла территорию Словацкой Советской Республики, и это государство перестало существовать.
Первоначально в Словацкой Советской Республике был образован Революционный исполнительный комитет в составе 11 членов. 20 июня 1919 года его сменил Революционный правительственный совет (словац. predseda revolučného výboru), который возглавил чешский журналист Антонин Яноушек.
| № | Председатель Революционного правительственного совета | Председатель Революционного правительственного совета | Начало полномочий | Окончание полномочий | Партия                             |
| - | ----------------------------------------------------- | ----------------------------------------------------- | ----------------- | -------------------- | ---------------------------------- |
| - |                                                       | Антонин Яноушек (1877—1941) чеш. Antonín Janoušek     | 20 июня 1919      | 7 июля 1919          | Венгерская социалистическая партия |

### В составе Чехословакии (1918—1939)
Первая Чехословацкая Республика (словац. prvá Československá republika) — первое чехословацкое государство, существовавшее с 1918 по 1938 год. Оно состояло из Богемии, Моравии, Чешской Силезии, Словакии и Подкарпатской Руси.
После подписания 30 сентября 1938 года Мюнхенского соглашения (без участия представителей Чехословакии) Германия присоединила к себе Судетскую область, затем последовали новые территориальные потери в пользу Польши и Венгрии. Традиционно пост-мюнхенский период чехословацкой истории с 1 октября 1938 года или, в зависимости от точки зрения, с 6 октября 1938 года (даты провозглашения автономии Словакии), и до образования 15 марта 1939 года на чешских землях протектората Богемии и Моравии, именуют Второй Чехословацкой Республикой (словац. druhá Česko-Slovenská Republika).
Законом № 125/1927 Coll. «О Организации политического управления» от 14 июля 1927 года с 1 декабря 1928 года Чехословакия была административно разделена на 4 самоуправляемых земли (чеш. země) — Чешскую (на территории Богемии), единую Моравско-силезскую (на территории Моравии и Чешской Силезии), Словацкую (словац. Slovenská krajina) и Подкарпатскую Русь (чеш. Země Podkarpatoruská).
Словацкая земля имела свою ассамблею (юрисдикция которой ограничивалась регулировкой законов и постановлений центрального правительства применительно к местным потребностям). Во главе местной администрации, находившейся в Братиславе, стоял земельный президент Словакии (словац. Krajinský prezident Slovenska), назначаемый правительством Чехословакии.
6 октября 1938 года ассамблея Словакии провозгласила автономию Словацкой земли. На следующий день было образовано её правительство во главе с премьер-министром автономии Йозефом Тисо.

### Первая Словацкая Республика (1939—1945)
14 марта 1939 года словацкий парламент провозгласил независимость и заявил о создании Словацкой Республики (словац. Slovenská republika), в исторической литературе именуемой «Первая Словацкая Республика» (словац. prvá Slovenská republika).
Это государство, существовавшее на большей части территории современной Словакии (за исключением южных и восточных областей, которые отошли, согласно Первому Венскому арбитражу, а также после «малой войны» к Венгрии) являлось сателлитом нацистской Германии, но было признано как странами Оси, так и рядом нейтральных стран, а до 1941 года и СССР.
После 22 октября 1942 года Президент Словацкого государства (словац. prezident Slovenského štátu) Йозеф Тисо также именовался «вождём» (словац. Vodca) нации.
21 сентября 1944 года Красная армия перешла границу Словакии у Медзилаборце. 4 апреля 1945 года была освобождена Братислава — Словацкая республика пала и Словакия снова фактически стала частью Чехословакии. 8 мая 1945 года последний премьер-министр Первой республики Штефан Тисо подписал в Кремсмюнстерском аббатстве капитуляцию Словацкой Республики во Второй Мировой Войне.
| №     | Президент (с 22 октября 1942 года также «вождь») | Президент (с 22 октября 1942 года также «вождь») | Начало полномочий | Окончание полномочий | Партия                                                                    |
| ----- | ------------------------------------------------ | ------------------------------------------------ | ----------------- | -------------------- | ------------------------------------------------------------------------- |
| и. о. |                                                  | Йозеф Тисо (1887—1947) словац. Jozef Tiso        | 14 марта 1939     | 26 октября 1939      | Глинкова словацкая народная партия — Партия словацкого народного единства |
| 1     | 26 октября 1939                                  | Йозеф Тисо (1887—1947) словац. Jozef Tiso        | 3 апреля 1945     |                      | Глинкова словацкая народная партия — Партия словацкого народного единства |

### В составе Чехословакии (1945—1992)
В конце августа 1944 года в Словакии вспыхнуло вооружённое восстание, которое возглавил Словацкий национальный совет. В марте 1945 года в Москве между Национальным комитетом освобождения Чехословакии (лондонским эмигрантским правительством), КПЧ и Словацким национальным советом была достигнута договорённость об образовании Национального фронта чехов и словаков (чеш. Národní fronta Čechů a Slováků). 4 апреля 1945 года в словацком городе Кошице президент Чехословакии в изгнании Эдвард Бенеш назначил правительство Национального фронта.
10 мая 1945 года было восстановлено довоенное Чехословацкое государство и действовавшая в нём конституция 1920 года, с поправками, по которым было допущено существование словацких национальных органов с ограниченными полномочиями. Для осуществления полномочий в управлении словацкими землями Словацким национальным советом стал формироваться Совет уполномоченных во главе с председателем (словац. Predseda zboru povereníkov).
Согласно внесённых 11 июля 1960 года изменений в конституцию официальным названием страны стало Чехословацкая Социалистическая Республика (чеш. Československá socialistická republika), при этом Словацкий национальный совет был окончательно лишён исполнительных полномочий (его Совет уполномоченных был ликвидирован), оставшись квази-законодательным органом.
1 января 1969 года (в соответствии с Конституционным законом № 143 от 28 октября 1968 года) Чехословацкая социалистическая республика стала федерацией двух равноправных государств — Чешской Социалистической Республики (чеш. Česká socialistická republika) и Словацкой Социалистической Республики (словац. Slovenská socialistická republika). При этом государственное устройство республик чехословацкой федерации определялось конституционным законом о ней, без принятия отдельных республиканских конституций. Единым главой государства оставался президент Чехословакии, на республиканском уровне органами государственной власти являлись парламенты (при этом Чешский национальный совет, в отличие от Словацкого, был создан впервые) и республиканские правительства со значительным объёмом полномочий.
В соответствии с конституционным законом Чехословацкой Социалистической Республики № 81/1990 Sb. от 29 марта 1990 года наименование государства было заменено на Чехословацкая Федеративная Республика (чеш. Československá federativní republika, словац. Česko-slovenská federatívna republika).
Ещё ранее, 1 марта 1990 года, по Конституционному акту Словацкого национального совета входящая в состав федерации Словакия стала называться Словацкая Республика (словац. Slovenská republika).
Вскоре, 20 апреля 1990 года, на уровне федерации был принят конституционный закон № 101/1990 Sb., в соответствии с которым новым наименованием страны стало Чешская и Словацкая Федеративная Республика (чеш. Česká a Slovenská Federativní Republika, словац. Česká a Slovenská Federatívna Republika).

### Вторая Словацкая Республика (с 1993)
17 июля 1992 года Словацким национальным советом была принята Декларация о независимости словацкой нации. После проведения переговоров с федеральными и чешскими властями, 1 января 1993 года ЧСФР была распущена, Словацкая Республика стала независимым государством. 1 сентября 1992 года была принята Конституция Словакии, в целом вступившая в силу с 11 октября 1992 года, однако некоторые её положения, в частности, об учреждении поста президента республики (словац. Prezident Slovenskej republiky), вступили в силу после провозглашения независимости, когда полномочия президента принял на себя премьер-министр Владимир Мечьяр.
Позже Михал Ковач был избран президентом на пятилетний срок парламентом. После истечения его полномочий парламент не смог избрать преемника Михала Ковача и обязанности президента приняли совместно премьер-министр и спикер парламента. После того, как парламент в течение года не смог согласовать кандидатуру президента, 14 января 1999 года внесённой в конституцию поправкой порядок избрания президента был изменён, он стал избираться путём всеобщего, прямого, тайного голосования сроком на 5 лет (изменению также подверглись его полномочия и порядок его взаимодействия с другими органами власти).
| №        | Президент    | Президент                                         | Начало полномочий | Окончание полномочий | Партия                               | Выборы |
| -------- | ------------ | ------------------------------------------------- | ----------------- | -------------------- | ------------------------------------ | ------ |
| и. о.    |              | Владимир Мечьяр (1942—) словац. Vladimír Mečiar   | 1 января 1993     | 2 марта 1993         | Движение за демократическую Словакию |        |
| 2        |              | Михал Ковач (1930—2016) словац. Michal Kováč      | 2 марта 1993      | 2 марта 1998         | Движение за демократическую Словакию | 1993   |
| и. о.    |              | Владимир Мечьяр (1942—) словац. Vladimír Mečiar   | 2 марта 1998      | 30 октября 1998      | Движение за демократическую Словакию |        |
| и. о.    |              | Иван Гашпарович (1941—) словац. Ivan Gašparovič   | 2 марта 1998      | 30 октября 1998      | Движение за демократическую Словакию |        |
| и. о.    |              | Микулаш Дзуринда (1955—) словац. Mikuláš Dzurinda | 30 октября 1998   | 15 июня 1999         | Словацкая демократическая коалиция   |        |
| и. о.    |              | Йозеф Мигаш (1954—) словац. Jozef Migaš           | 30 октября 1998   | 15 июня 1999         | Партия демократических левых         |        |
| 3        |              | Рудольф Шустер (1934—) словац. Rudolf Schuster    | 15 июня 1999      | 15 июня 2004         | Партия гражданского взаимопонимания  | 1999   |
| 4 (I—II) |              | Иван Гашпарович (1941—) словац. Ivan Gašparovič   | 15 июня 2004      | 15 июня 2009         | Движение за демократию               | 2004   |
|          | 15 июня 2009 | Иван Гашпарович (1941—) словац. Ivan Gašparovič   | 15 июня 2014      | независимый          | 2009                                 |        |
| 5        |              | Андрей Киска (1963—) словац. Andrej Kiska         | 15 июня 2014      | 15 июня 2019         | независимый                          | 2014   |
| 6        |              | Зузана Чапутова (1973—) словац. Zuzana Čaputová   | 15 июня 2019      | 15 июня 2024         | Прогрессивная Словакия               | 2019   |
| 7        |              | Петер Пеллегрини (1975—) словац. Peter Pellegrini | 15 июня 2024      | действующий          | «Голос — социальная демократия»      | 2024   |